# Mandava (Středočeská pahorkatina)
Mandava (místo je též známo pod názvem Na Křížkách) je ploché návrší s vrcholem o nadmořské výšce 480 metrů, které se nachází nedaleko obce Sulice, ve vzdálenosti 6 km jihovýchodně od Jesenice a 9 km jižně od hranic Prahy. Přes návrší prochází bývalá státní silnice Praha–Benešov–Tábor–České Budějovice, dnes silnice II/603.
Na paměť husitského shromáždění lidu, které proběhlo 30. září 1419, zde byl v roce 1931 vybudován památník s rozhlednou podle návrhu architekta Jansty. Rozhlednu dnes převyšují okolní stromy, avšak z návrší lze za dobré viditelnosti spatřit Říp, Brdy, kopce Středočeské pahorkatiny, České středohoří, Krkonoše a Lužické hory.

## Shromáždění na Křížkách
30. září roku 1419 se na tomto vrchu odehrálo početné shromáždění přívrženců Husova učení z Prahy, Plzně i dalších míst, na kterém mimo jiné kázal i husitský kněz Václav Koranda starší. Tomuto shromáždění je věnován jeden z obrazů Muchovy Slovanské epopeje pod názvem Schůzka na Křížkách
A protoz, najmilejsi! zadamy a prosime was pro pana boha a wase spasenie, aby s nami se wsemi w sobotu na den S. Jeronyma jednostajne rano se sesli a sebrali u Krizkow na ulehlech na Benesowske silnici na te hore za Ladwym ku Praze jeduc...
Ačkoli shromáždění bylo svoláno na svátek svatého Jeronýma 30. září, deska umístěná na pravém křídle památníku z nejasných důvodů datuje shromáždění ke 29. září 1419:
Text desky umístěné na levém křídle: